# Доња Ступница
Доња Ступница је насељено мјесто у општини Двор, у Банији, Сисачко-мославачка жупанија, Република Хрватска.

## Историја
Доња Ступница се од распада Југославије до августа 1995. године налазила у Републици Српској Крајини.

## Становништво
Насеље је према попису становништва из 2011. године имало 87 становника.
| Националност       | 1991. | 1981. | 1971. | 1961. |
| Срби               | 153   | 150   | 180   | 229   |
| Југословени        |       | 9     |       |       |
| Хрвати             | 1     | 1     |       |       |
| остали и непознато | 1     | 5     | 6     |       |
| Укупно             | 155   | 165   | 186   | 229   |

| Демографија | Демографија | Демографија |
| Година      | Становника  | Становника  |
| ----------- | ----------- | ----------- |
| 1961.       | 229         |             |
| 1971.       | 186         |             |
| 1981.       | 165         |             |
| 1991.       | 155         |             |
| 2001.       | 60          |             |
| 2011.       |             | 87          |